# Caio Júlio Êuricles
Caio Júlio Êuricles (em latim: Caius Iulius Eurycles), tcc. Êuricles de Esparta (n. Esparta, fl. século I AEC), foi hegemon dos lacedemônios (em grego: Λακεδαιμονίων ηγεμόνας), um benfeitor de cidades gregas, e fundador da família dos Euríclidas.

## Vida
Êuricles era filho de Lacares, que foi decapitado por Marco Antônio, acusado de pirataria.
Êuricles uniu forças com Otaviano mesmo antes da batalha de Ácio. Ele foi recompensado com cidadania romana e o título de Λακεδαιμονίων ηγεμόνας pelo imperador Augusto. 
Na época de Estrabão, Êuricles era o governante dos lacedemônios.
No fim do século I a.C., Êuricles comportou-se de forma estranha e causou problemas em várias cidades gregas, o que levou ao seu exílio por Augusto. Nos primeiros anos do reino de Tibério, Êuricles estava totalmente reabilitado em Esparta. Ele foi pai de Caio Júlio Laco.